# 安迪·威爾金森
安迪·威爾金森（英語：Andy Wilkinson，1984年8月6日—）是英格蘭的已退役足球運動員，在場上司職後衛。威爾金森出生在史篤城，並且幾乎所有的職業生涯都效力於斯托克城，但長期被斯托克城外借至其他球隊。

## 外部連結
- 足球数据库：安迪·威爾金森的球员统计数据
- Video interview Archive-It的存檔，存档日期2011-10-20 on BBC Sport